# Rocco – der Einzelgänger von Alamo
Rocco – der Einzelgänger von Alamo (Originaltitel: Ballata per un pistolero) ist ein Italowestern aus dem Jahr 1967, der in deutscher Koproduktion entstand. Erstaufführung des Films von Alfio Caltabiano war am 19. April 1967.

## Inhalt
El Bedoja hat mit seiner Bande, darunter sein Bruder Chinchi, eine Bank brutal überfallen und wird auf der Flucht vor allem von zwei Kopfgeldjägern verfolgt. Einer davon ist der erfahrene, ruhige und geheimnisvolle Rocco; der andere der ungestüme, junge Nigros, der nach einer Familientragödie (sein Bruder wurde unschuldig zu Zuchthaus verurteilt) diesen Lebensunterhalt gewählt hat. Dem Erfahrenen geht es um eine Rache, dem Jungen um das Kopfgeld. Nachdem Hud eine Partnerschaft abgelehnt hat, verbündet sich Nigros mit dem seltsamen Sprengstoffspezialisten Knallfrosch. Nachdem Nigro Rocco das Leben gerettet hat, akzeptiert dieser ihn als seinen Partner. Zusammen können sie El Bedoja stellen; es stellt sich heraus, dass Rocco der ältere Bruder des jungen Nigros ist.

## Kritik
„Brutaler Euro-Western.“

„Der Film ist nicht sonderlich bemerkenswert, aber er liefert das, was er verspricht, und er tut dies auf technisch gutem Niveau.“

- Ulrich P. Bruckner hält den Film für „den besten der drei Caltabiano-Western“ (Für ein paar Leichen mehr, 2006).

- Der Evangelische Film-Beobachter bemerkt lapidar, es handle sich um einen italienischen Wildwestfilm durchschnittlicher Machart, dessen Brutalität ihn für Jugendliche ungeeignet mache.[2]

## Synchronisation
Die Berliner Union Film besetzte unter der Regie von Karlheinz Brunnemann, der das Buch von Ursula Buschow umsetzte, u. a.:
- Dragomir Bojanic: Kurt Mühlhardt
- Angelo Infanti: Claus Jurichs
- Alfio Caltabiano: Edgar Ott
- Mario Novelli: Gerd Martienzen
- Dante Maggio: Alexander Welbat
- Joachim Nottke

## Sonstiges
Das Titellied wird von Peppino Gagliardi gesungen. Die namentlich als Darsteller genannten Ivan Scratuglia und Lanfranco Ceccarelli spielen nicht mit.